# Liste der Bürgermeister von Grimmen
Die Liste der Bürgermeister von Grimmen enthält eine Aufstellung der Bürgermeister der vorpommerschen Stadt Grimmen.
Die Liste ist chronologisch geordnet und nach den beiden teilweise voneinander abweichenden Quellen unterteilt.
| Jahr | Bürgermeister | Jahr | Bürgermeister                                                                                                 |
| --- | --- | --- | --- |
| Quellen: Ortschronik Grimmen (1820–1993) unveröff. Noske, K., OZ Mai 1997, 1998, Nov./Dez. 1999 Strübing,G., Kreis Grimmen 1989 | Quellen: Ortschronik Grimmen (1820–1993) unveröff. Noske, K., OZ Mai 1997, 1998, Nov./Dez. 1999 Strübing,G., Kreis Grimmen 1989 | Quellen: In Rep. 38 Grimmen I, Anlage 1 Landesarchiv Vorpommern in Greifswald Thomas Krauthakel 14. Juli 1989 | Quellen: In Rep. 38 Grimmen I, Anlage 1 Landesarchiv Vorpommern in Greifswald Thomas Krauthakel 14. Juli 1989 |
| nach 1391 | Henning Stuve Gercke Aven († 1438) Heinrich Aven († 1472) Gercke Aven († 1531) Albrecht von Lipen, der Alte                     | | |
| | | | |
| | | 1515 | Albrecht Lype (Lypen)                                                                                         |
| 1538 | Hans Hagemeister | 1538–1556 | Hinrik Hagemeister                                                                                            |
| | | 1540–1553 (vor 1556)                                                                                          | Andreas Plötze                                                                                                |
| | | 1542–1549 (vor 1554)                                                                                          | Michel Bronnekow                                                                                              |
| | | 1546–1557 | Jacob Rigemann                                                                                                |
| 1549 | Michel Brönnekow († 1554) | | |
| 1550 | Andreas Plötze | | |
| 1553 | Jacob Niemann | | |
| 1556 | Claus Kruse († 1562) Niklas Aven Gerd Aven († 1582)                                                                             | 1556–1566 | Albrecht Lipe II                                                                                              |
| | | 1559–1564 | Nicolaus Ave I                                                                                                |
| | | vor 1561 | Bernd Bronnekow                                                                                               |
| 1564 | A. Albrecht Lipe Aven Augustin Tide                                                                                             | 1564–1578 | Augustin Tide                                                                                                 |
| | | 1571–1576 | Dinniges Moller                                                                                               |
| | | 1575 | Gerard Ave |
| | | 1582–1601 (vor 1610)                                                                                          | Bartold Paul (Pawel)                                                                                          |
| 1586 | Paul Barthold Bernd Witte Christopher Lipe                                                                                      | 1586–1587 1586–1612                                                                                           | Brandt Witte Christoffer Lipe                                                                                 |
| 1602 | Paul Barthold Ch. Lipe Jacob Schole                                                                                             | | |
| 1603 | Steffen Stuve | | |
| 1604 | Niklas Aven | 1605–1612 (vor 1615)                                                                                          | Nicolaus Aven II                                                                                              |
| | | vor 1610 | Jacob Schole                                                                                                  |
| 1613 | Johann Schulze († 1623) | 1615–1626 (vor 1632)                                                                                          | Johannes Schulte (Schultze)                                                                                   |
| 1617 | Johann Meinke | 1618–1629 | Johannes Meinecke                                                                                             |
| | | 1626–1633 (vor 1643)                                                                                          | Johannes Ave                                                                                                  |
| 1628 | Johann Aven | | |
| 1630 | Daniel Kammsether | | |
| 1631 | Johann Müller (1634 Chron.) | | |
| 1632 | Hartwig Behrends | 1633–1643 | Hartwig Behrns                                                                                                |
| | | 1636 | Johann Möller                                                                                                 |
| 1641 | Niklas Aven | 1642 | Nicolaus Aven III                                                                                             |
| 1642 | Jürgen Schwatzer | 1643–1650 | Jürgen Schwatze                                                                                               |
| 1643 | Joachim Spiegelberg | | |
| 1649 | Mathias Thüring | | |
| 1650 | Balthasar Brun | 1651–1656 | Mathias Thüring                                                                                               |
| 1662 | Joachim Bartels | 1666 | Joachim Bartels                                                                                               |
| 1672 | Dionysius Droyse | 1681 | Johann Kunz († 1707)                                                                                          |
| | | 1683–1702 | Johann Guntz (Kuntz)                                                                                          |
| 1691 | Johann Flittner | 1708–1711 | Johann Flitner                                                                                                |
| 1715 | Henning Friedrich Milow | | |
| 1722 | Johann Matthaey | | |
| 1735 | David Thüring | | |
| 1740 | Hans Ahrens | | |
| 1753 | Carl Albrecht Droysen († 1763)                                                                                                  | | |
| 1764 | Friedrich Georg Eichstedt († 1796)                                                                                              | 1764–1765 | Friedrich Georg Eichstedt                                                                                     |
| 1769 | Friedrich Sahlfeld († 1773) | | |
| 1775 | G.F.U. Grahl († 1805) | 1775–1802 | Gottlieb Friedrich Ulrich Grahl                                                                               |
| 1788 | A. C. A. Fischer († 1790) gelehrter Bgmstr.                                                                                     | | |
| 1790 | Johann Gottlieb Haeckermann († 1820)                                                                                            | | |
| 1793 | Carl Bützow | 1793–1799 | Carl Bützow                                                                                                   |
| 1801 | Carl Ludwig Pistorius | 1801–1802 | Carl Ludwig Pistorius                                                                                         |
| 1807 | Carl Leonhard von Lühmann, 2. Bgmstr.                                                                                           | 1807–1834 | prov. Susp. schon 1818: Carl Leohnhard von Lühmann                                                            |
| 1808 | Friedrich Barnewitz | 1809–1825 | prov. Susp. schon 1818: Friedrich Barnewitz                                                                   |
| 1818–1824 | L.Reimer | 1818–1824 | interimistisch: L.Reimer                                                                                      |
| 1820 | Droysen, Reimer, Pritz | | |
| 1824 | Dr. Wilhelm Kirchhoff († 1861)                                                                                                  | (prov. seit 1824) 1842–1861                                                                                   | Dr. Wilhelm Kirchhoff                                                                                         |
| | | 1845–1858 | T. Alms |
| | | 1861–1864 | Wilhelm Carl Ernst Brümmer                                                                                    |
| 1872 | Carl Dettmann | 1885–1887 | Dettmann |
| 1891 | Homeyer | | |
| 1892 | Heinrich Rückert, Duchstein | 1892–1927 | |
| 1928 | Otto Waterstradt | 1928–1934 | Otto Waterstradt                                                                                              |
| 1934 | Gustav Krakow († 1945; Selbstmord)                                                                                              | 1934–1944 | Gustav Krakow                                                                                                 |
| 1945 | Paul Weber (kommissarischer Bürgermstr.) Karl Holz (Händler) Walter Wittke (Administrator) Lembke (Lehrer)                      | 1945–1946 1945–1947                                                                                           | Albert Krüger Robert Zarnke                                                                                   |
| 08/1945–08/1946 | Albert Krüger (Buchdrucker) | | |
| 09/1946–02/1948 | Robert Zarnke | | |
| 1948 | Werner Strübing | 1948–1953 | Werner Strübing                                                                                               |
| 1953 | Otto Zarnke | | |
| 07/1956–12/1957 | Günter Grawe | | |
| 1958 | Walter Krempien | | |
| 1963 | Max Pilgrim | | |
| 1984 | Bodo Ludewig | | |
| 1990 | Hans-Dieter Freimuth (CDU) | | |
| 2001 | Benno Rüster (CDU; † 2021) | | |
| 2021 | Marco Jahns (CDU) | | |